# Adrian Hardy Haworth
Pour les articles homonymes, voir Haworth.
Adrian Hardy Haworth est un botaniste, un carcinologiste et un entomologiste britannique, né le 19 avril 1767 à Hull et mort le 24 août 1833 à Chelsea.

## Jeunesse
Il est le fils d’un châtelain, Benjamin Haworth de Haworth Hall. Il est formé par des précepteurs et est orienté vers la carrière d’avocat-conseil. Mais il a peu d’intérêt pour le droit et vers 21 ans, après avoir hérité du manoir de ses parents, il peut se consacrer à son véritable amour, l’histoire naturelle.
En 1792, il s’installe à Chelsea où il rencontre William Jones (en) qui aura une grande influence sur lui. Il participe à l’activité de la Société linnéenne de Londres, il en devient membre en 1798. Il utilise la bibliothèque et l’herbier de son ami Joseph Banks et fréquente régulièrement les Jardins botaniques royaux de Kew.

## Haworth et la botanique
En botanique, il se spécialise dans les plantes à bulbes et les Mesembryanthemums. Il est aussi grand collectionneur de plantes succulentes et on nommera le genre Haworthia en hommage à ses travaux.
En 1812, Haworth isole cinq nouveaux genres de Cactaceae, dont Mammillaria.

## Haworth et l'entomologie
Il fonde une éphémère société entomologique, l’Aurelian Society (troisième société savante de ce nom), en 1812.
Il fait paraître d’importants ouvrages sur la systématique des papillons britanniques. En 1802, Prodromus Lepidopterorum Britannicorum, en 1803, Haworth commence à faire paraître Lepidoptera Britannica. Il suit la classification mise au point par Carl von Linné et par Johan Christian Fabricius. Son travail ne sera surpassé qu’en 1857 par le Manual of British Butterflies and Moths de Henry Tibbats Stainton.
Il se spécialise aussi dans les crevettes et est l’auteur de plusieurs taxons, notamment :
- Ordre Mysida Haworth, 1825
- Famille Mysidae Haworth, 1825
- Super-famille Pandaloidea Haworth, 1825
- Famille Pandalidae Haworth, 1825
- Super-famille Crangonoidea Haworth, 1825
- Famille Crangonidae Haworth, 1825
- Famille Porcellanidae Haworth, 1825

## Décès et postérité
Haworth meurt au cours d’une épidémie de choléra. Sa collection entomologique, contenant 40 000 spécimens, est vendue aux enchères. La vente dure sept jours mais n’atteint que la somme de 552 livres. Ses types sont actuellement conservés dans la collection Hope à Oxford. Son herbier, contenant 20 000 spécimens est aussi aujourd'hui à Oxford. Sa riche bibliothèque est également vendue aux enchères et dispersée.

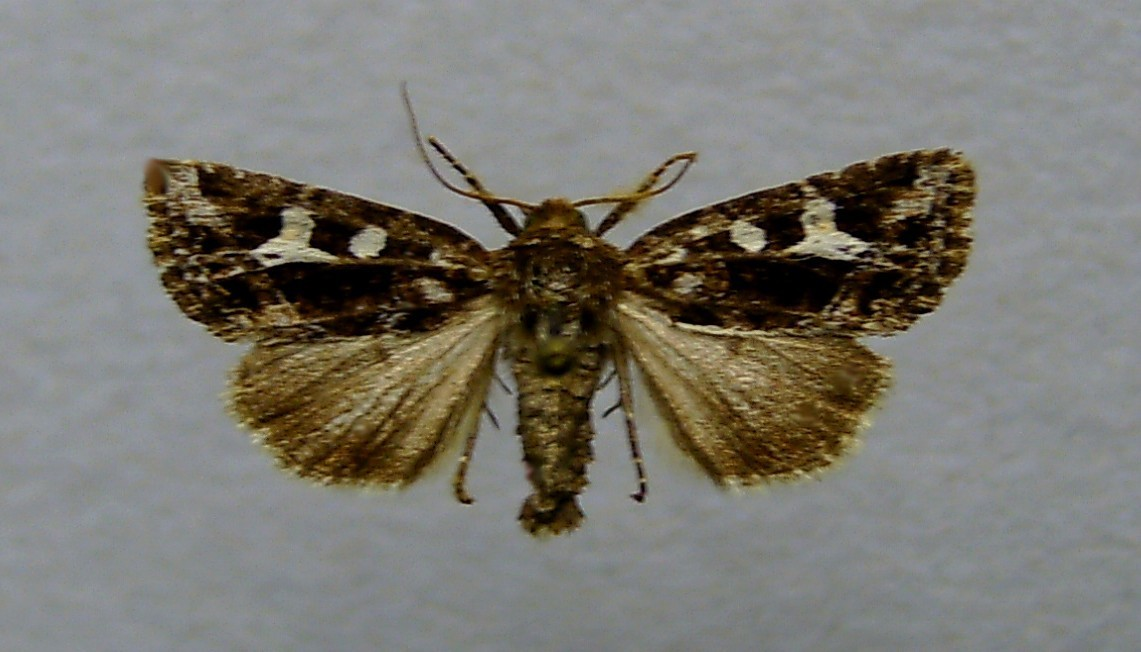
Celaena haworthii.

L'entomologiste britannique John Curtis nomme en 1829 une espèce d'Hétérocère de la famille de Noctuidae, Celaena haworthii, en l'honneur d'Adrian Hardy Haworth.

## Source
- M.A. Salmon (2000), The Aurelian Legacy. British Butterflies and their Collectors. Harley Books (Colchester).